# Wiltrud Schreiner
Wiltrud Schreiner (geb. 1967 in Steyr) ist eine österreichische Schauspielerin.

## Leben
Schreiner wurde zur Schauspielerin am Konservatorium der Stadt Wien ausgebildet. Ihr erstes Engagement hatte sie danach am Theater der Jugend und ans Theater in der Josefstadt in Wien. 1993 wechselte sie ans Grazer Schauspielhaus, wo sie bis 1998 blieb, um danach gastierend zu arbeiten, u. a. am Thalia Theater Hamburg. 
Von 2000 bis 2007 war sie im festen Engagement am Bremer Theater.
Dort spielte sie unter der Regie von Karin Henkel (Endstation Sehnsucht, In den Alpen, Ein Totentanz), Michael Talke (Der Jude von Malta, Die Verschwörung des Fiesco zu Genua, Herr Puntila und sein Knecht Matti, Das Dunkel im Glas), Nicolai Sykosch (Lantana, Cafe Umberto, Die Ratten), Klaus Schumacher (Das Fest), Hans Kresnik (Vogeler, Amerika), Markus Dietz (Sommergäste), Thomas Bischoff (Nathan der Weise, Der Tartuffe) und Peter Wittenberg (Drei Mal Leben). 
Seit dem Ende des Bremer Engagements arbeitet sie wieder erneut nur gastierend, u. a. am Nationaltheater Mannheim, am Staatstheater Braunschweig, am Theater Aachen, am Volkstheater Wien und am Theater Augsburg.

## Rollen (Auswahl)
- 2004: Endstation Sehnsucht, als Stella, Bremer Theater
- 2005: Das Dunkel im Glas, als Jadwiga, Bremer Theater
- 2014: Wer hat Angst vor Virginia Woolf?, als Martha, Das Theater an der Effingerstrasse, Bern
- 2014: Zusammen, als Margit/Signe, Theater Aachen
- 2015: Haben, als Schulmeisterin, Wiener Volkstheater
- 2015: Der ideale Mann, als Lady Markby, Theater Augsburg

## Filmografie (Auswahl)
- 2021: Klammer – Chasing the Line
- 2023: SOKO Linz – Erlösung (Fernsehserie)
- 2024: Schnell ermittelt – Angelika Zulehner (Fernsehserie)
- 2024: Die Liesl von der Post – Klapperstorch (Fernsehreihe)